# Junji Kawano
Junji Kawano (jap. 川野 淳次 Kawano Junji; ur. 11 lipca 1945) – japoński piłkarz, reprezentant kraju.

## Kariera klubowa
Od 1968 do 1976 roku występował w klubie Toyo Industries.

## Kariera reprezentacyjna
W reprezentacji Japonii zadebiutował w 1968. W reprezentacji Japonii występował w latach 1968-1969. W sumie w reprezentacji wystąpił w 2 spotkaniach.

## Statystyki
| Reprezentacja Japonii | Reprezentacja Japonii | Reprezentacja Japonii |
| Rok                   | Mecze                 | Gole                  |
| --------------------- | --------------------- | --------------------- |
| 1968                  | 1                     | 0                     |
| 1969                  | 1                     | 0                     |
| Razem                 | 2                     | 0                     |